# 1597년 백두산 지진
1597년 백두산 지진 (白頭山地震) 은 1597년 10월 6일(음력 8월 26일) 백두산 인근 지역에서 일어난 심발지진이다. 지진의 규모는 최소 M7.7 이상이며 지진의 흔들림을 나타내는 지표인 진도는 4-6, 최대 VIII까지 추정하기도 한다. 지진 이후 지진이 일어난 곳인 백두산 화산성 지형에서의 지질 활동으로 백두산이 분화한 것으로 추정된다. 백두산 분화 직전에 일어난 화산성 지진이기도 하다.

## 지질 구조
중국 대륙의 대륙지각 내 심발지진 활동은 연변 조선족 자치주에 집중적으로 일어나고 있으며, 특히 연변 지역 동쪽에서 남북축을 기준으로 깊이가 매우 깊은 심발지진이 집중적으로 일어난다. 이러한 심발지진이 자주 일어나는 훈춘-왕칭 심발지진대는 일부가 동해 동연 변동대에서 가라앉은 대륙판이, 일부는 중국 대륙 안쪽까지 걸쳐져 있다. 환태평양 지진대와 멀리 떨어져 있으며 한반도와 중국 대륙 사이 내륙에 있는 백두산과 우다리안치 화산은 중국 동부의 유일한 휴화산이며 화산 지역의 심발지진 활동과 화산 분화와는 상관관계가 있다는 분석도 있다.

## 지진 활동
조선왕조실록에서는 음력 8월 26일 "지진이 있었다"라고 단순히 기술하였으나 이후 집계에서 함경도 지역에 음력 8월 26일부터 28일(양력으로 10월 6일부터 8일)까지 8번의 강한 지진이 일어나 담벽이 흔들릴 정도라고 기록하고 있다. 함경도의 관찰사였던 송언신은 삼수군 지역에 지진이 여러 번 일어나 성의 두 군데가 무너지고 군 건너편의 시루바위 반쪽이 무너지는 등의 피해가 있었으며, 음력 8월 27일 유시(오후 5시-7시 사이)에 일어난 여진으로 덕자이천절벽이 붕괴하였다고 보고하였다.
국립기상연구소에서는 진앙이 함경도 삼수군 인근 백두산 근처 지역이며, 강한 지진을 느낀 반경을 대략 175.27km에 달한다고 추정하고 있다.
훈춘-왕칭 심발지진대는 수 차례 강한 지진이 일어났던 것으로 추정되는데 1597년에 일어났던 지진은 지진 감지 범위가 넓었으며 미약하게나마 지진을 느꼈던 곳이 대략 1,800km에 달했기 때문에 연구 초기에는 진앙이 보하이만 쪽에 있다고 착각하기도 하였다. 21세기 들어서 중국지진관리국의 리유체가 중국 내륙 동북부 지역에 진앙이 있으며 한반도와 중국 대륙 사이에 있다고 주장하면서야 정확한 진앙이 밝혀지기 시작했다.
또한 지진으로 중국 동부 광범위한 지역에서 연못과 운하에 세이시 현상이 일어나 호수물이 넘쳐 역류하는 등의 일이 있었다고 기록되어 있다.

## 화산 활동
지진 직후 조선왕조실록에서는 대낮에 하늘이 어두워지더니 동북쪽에서 천둥이 울리는 등의 일이 있었다고 기록하고 있다. 또한 함경도 관찰사 송언신은 지진 직후 삼수군 중천의 물빛이 흰색으로 변했다가 28일에는 다시 황색으로 변했으며 덕자이천절벽 건너편에 두 차례나 포를 쏘는 소리가 들리고 연기가 하늘 높이 솟아올랐으며 크기가 몇 아름씩 되는 바위가 연기를 따라 터져나와 종적도 없이 큰 산을 넘어갔다고 보고하였다. 윤성호 교수는 이 당시 백두산에서 수증기 분화와 폭발식 분화가 일어났던 것이라고 추정하고 있다.
중국지진관리국 리유체는 2013년 논문에서 왕티안에 화산 밑바닥에서 화산 폭발이 일어났으며 대략적인 위치는 중화인민공화국 지린성 창바이 조선족 자치현 십삼도구향과 십사도구진 사이 지역으로 왕티안에 화산 봉우리에서 30km, 백두산 천지에서 대략 60km 정도 떨어져 있는 곳이라고 발표하였다. 또한 화산 분출이 지진대에 위치하고 있으며 백두산 지진과 분화 사이 관련이 깊다고 말했다.

## 같이 보기
- 한반도의 지진
- 천년 분화
- 훈춘-왕칭 심발지진대